# Bầu cử liên bang Đức 2021
Cuộc Bầu cử liên bang Đức 2021 được tổ chức vào ngày 26 tháng 9 năm 2021 bầu các thành viên trong Quốc hội Liên bang thứ 20 của Đức.  Cùng ngày, các cuộc bầu cử cấp bang ở Berlin và Mecklenburg-Vorpommern cũng được tổ chức. Thủ tướng đương nhiệm Angela Merkel không tham gia cuộc bầu cử, đây là lần đầu tiên trong lịch sử thời hậu chiến mà thủ tướng đương nhiệm không muốn tái tranh cử.
Với 25,7% tổng số phiếu bầu, Đảng Dân chủ Xã hội Đức (SPD) đã ghi nhận kết quả tốt nhất của họ kể từ năm 2013 và nổi lên là đảng lớn nhất lần đầu tiên kể từ 2002. Đảng cầm quyền CDU/CSU, vốn đã lãnh đạo liên minh lớn với SPD kể từ năm 2013, đã ghi nhận kết quả tồi tệ nhất từ trước đến nay của họ với 24,1%, giảm đáng kể so với 32,9% vào năm 2017. Liên minh 90/Đảng Xanh đã đạt được kết quả tốt nhất trong lịch sử với 14,8%, trong khi Đảng Dân chủ Tự do (FDP) đạt được mức tăng nhỏ và kết thúc với tỷ lệ phiếu bầu 11,5%. Alternative für Deutschland (AfD) giảm từ vị trí thứ ba xuống thứ năm với 10,3%, giảm 2,3 điểm phần trăm. Die Linke có kết quả tồi tệ nhất kể từ khi chính thức thành lập năm 2007, không vượt qua được ngưỡng bầu cử 5% chỉ hơn 1/10 điểm phần trăm. Tuy nhiên, đảng được quyền đại diện theo tỷ lệ đầy đủ vì đã giành được ba khu vực bầu cử trực tiếp.
Với các cuộc đàm phán phức tạp liên minh cần thiết để thành lập chính phủ, FDP và đảng Xanh được coi là những người ủng hộ vua và một liên minh ba bên chưa từng có đã được thảo luận như một kết quả có thể xảy ra.

## Bầu cử sơ bộ
| \| phiếu phổ thông \| phiếu phổ thông \| phiếu phổ thông \| phiếu phổ thông \| phiếu phổ thông \| \| --------------- \| --------------- \| --------------- \| --------------- \| --------------- \| \| \| \| \| \| \| \| SPD \| SPD \| \| 25.74% \| 25.74% \| \| CDU/CSU \| CDU/CSU \| \| 24.07% \| 24.07% \| \| B90/GRÜNE \| B90/GRÜNE \| \| 14.75% \| 14.75% \| \| FDP \| FDP \| \| 11.45% \| 11.45% \| \| AfD \| AfD \| \| 10.35% \| 10.35% \| \| DIE LINKE \| DIE LINKE \| \| 4.89% \| 4.89% \| \| Other \| Other \| \| 8.74% \| 8.74% \| |           |  |        |        |
| phiếu phổ thông |           |  |        |        |
| |           |  |        |        |
| SPD | SPD       |  | 25.74% | 25.74% |
| CDU/CSU | CDU/CSU   |  | 24.07% | 24.07% |
| B90/GRÜNE | B90/GRÜNE |  | 14.75% | 14.75% |
| FDP | FDP       |  | 11.45% | 11.45% |
| AfD | AfD       |  | 10.35% | 10.35% |
| DIE LINKE | DIE LINKE |  | 4.89%  | 4.89%  |
| Other | Other     |  | 8.74%  | 8.74%  |

| \| ghế quốc hội \| ghế quốc hội \| ghế quốc hội \| ghế quốc hội \| ghế quốc hội \| \| ------------ \| ------------ \| ------------ \| ------------ \| ------------ \| \| \| \| \| \| \| \| SPD \| SPD \| \| 28.03% \| 28.03% \| \| CDU/CSU \| CDU/CSU \| \| 26.67% \| 26.67% \| \| B90/GRÜNE \| B90/GRÜNE \| \| 16.05% \| 16.05% \| \| FDP \| FDP \| \| 12.52% \| 12.52% \| \| AfD \| AfD \| \| 11.29% \| 11.29% \| \| DIE LINKE \| DIE LINKE \| \| 5.31% \| 5.31% \| \| SSW \| SSW \| \| 0.14% \| 0.14% \| |           |  |        |        |
| ghế quốc hội |           |  |        |        |
| |           |  |        |        |
| SPD | SPD       |  | 28.03% | 28.03% |
| CDU/CSU | CDU/CSU   |  | 26.67% | 26.67% |
| B90/GRÜNE | B90/GRÜNE |  | 16.05% | 16.05% |
| FDP | FDP       |  | 12.52% | 12.52% |
| AfD | AfD       |  | 11.29% | 11.29% |
| DIE LINKE | DIE LINKE |  | 5.31%  | 5.31%  |
| SSW | SSW       |  | 0.14%  | 0.14%  |